# 温特贝希

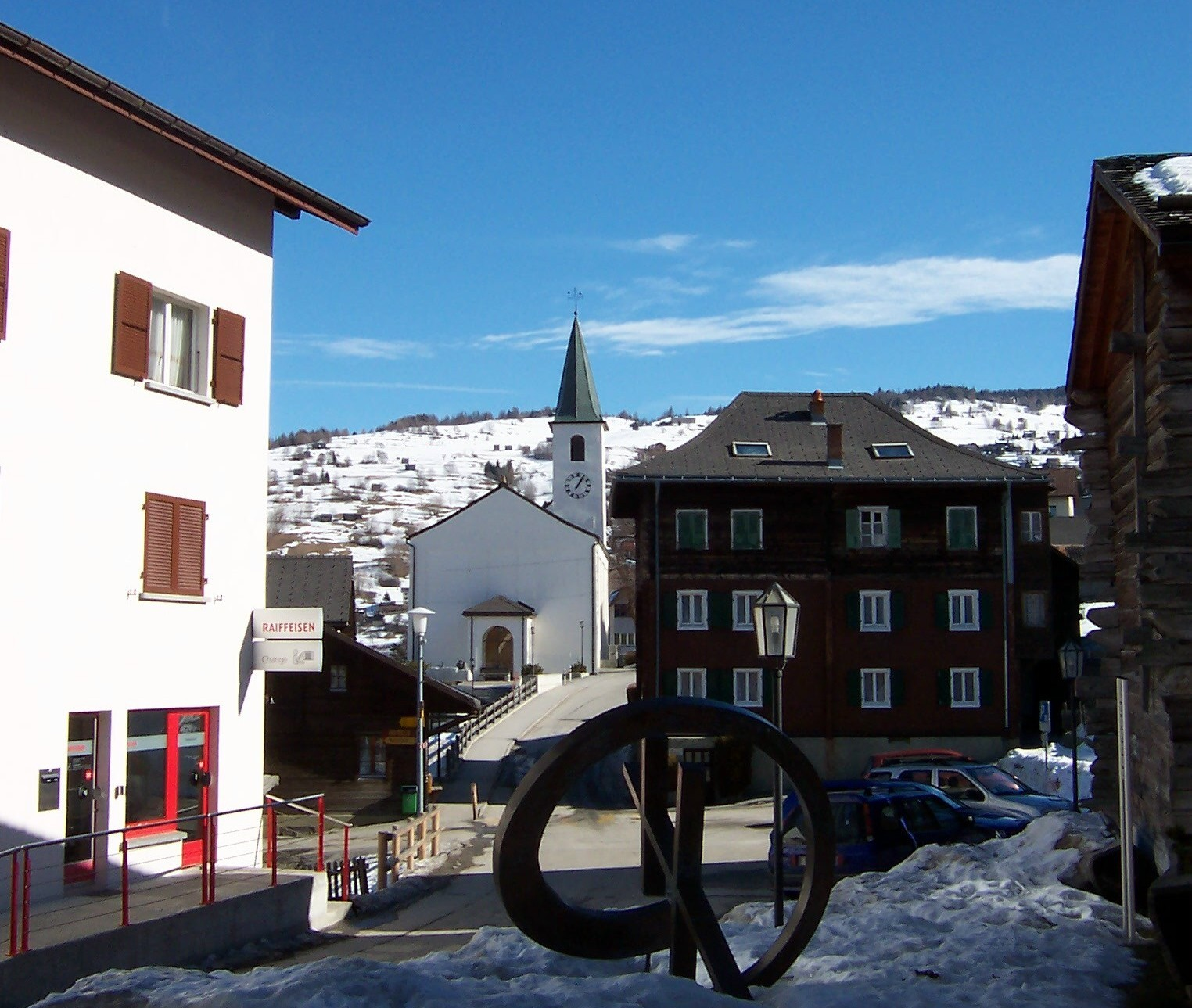

温特贝希（德语：Unterbäch）是瑞士的城鎮，位於該國南部，由瓦萊州負責管轄，面積21.99平方公里，海拔高度1,193米，2011年人口398，九成人口信奉羅馬天主教，人口密度每平方公里18人。

## 外部連結
- Official website （页面存档备份，存于） （德文）
- Swiss remember first step in women's suffrage[永久], Neue Zürcher Zeitung (NZZ), 3.3.2007